# اصطفاء الخصوبة
اصطفاء الخصوبة هي ميزة تدلّ على الكفاءة، تنتج عن تفضيل بعض الصفات التي تزيد عدد الأولاد (أي التي تزيد الخصوبة). صاغ تشارلز داروين نظرية اصطفاء الخصوبة بين عامي 1871 و 1874، وشرح فيها التطور واسع المدى لمثنوية الشكل الحجمي بين الجنسين عند الأنواع التي تكون الإناث فيها أكبر حجمًا من الذكور.
تشكّل نظرية اصطفاء الخصوبة، إضافة لكل من نظرية الاصطفاء الطبيعي، والاصطفاء الجنسي جزءًا مهمًا من نظرية الاصطفاء الداروينية الحديثة، ويتميز اصطفاء الخصوبة بأن حجم الإناث الكبير يتعلّق بالقدرة على إنتاج المزيد من الأولاد (أي بالقدرة على زيادة النسل)، وعلى تخزين قدر أكبر من الطاقة من أجل استثمارها في التكاثر، وتتنبّأ نظرية داروين لاصطفاء الخصوبة بما يلي:
1. تعتمد الخصوبة على الاختلاف في حجم الإناث، والذي يرتبط بدوره بالكفاءة.
2. يُفضّل اصطفاء الخصوبة الجيد الإناث كبيرات الحجم، ما يخلق مثنوية شكل حجمية بين الجنسين تكون فيها الإناث أكبر حجمًا.

بالرغم من اختلاف الاصطفاء الجنسي عن اصطفاء الخصوبة، لكن قد يكون من الصعب معرفة ما إذا كانت مثنوية الشكل الجنسية تابعة بطبيعتها إلى الاصطفاء الخصوبي، أم إلى الاصطفاء الجنسي، وتتضمن الأمثلة عن الاصطفاء الخصوبي في الطبيعة كاسيات البذور، وبعض أنواع الطيور، والسحالي، والفراشات، والعثّ المُنتشرة في البيئة.

## قاعدة مورو-لاك
اقترح مورو في عام 1944 أن الخصوبة تعتمد على معدل الوفيات العالي في البيئات الموسمية، أو في مناطق خطوط العرض العليا، واقترح لاك في عام 1954 أن اختلاف توافر الغذاء عبر خطوط العرض يلعب دورًا في عدد الأبناء، وكفاءة الوالدين، كما أنه سلّط الضوء على أن زيادة فرص الآباء لجمع الطعام التي تتبع زيادة طول اليوم باتجاه القطبين يعتبر ميزة هامة، مما يعني أن العيش في مناطق خطوط العرض العالية يؤمن جوًّا أكثر نجاحًا لإنتاج المزيد من الأولاد، على أي حال قد يقف طول اليوم الكبير جدًا (كما هو الحال في منطقة القطبين) ضد فرص الوالدين في البقاء لأن البحث المتكرر عن الغذاء سيرهق الوالدين.
وبذلك تفترض كل من قاعدتي مورو ولاك بأنه تزداد الخصوبة مع ازدياد خطوط العرض.

### الفصول وفرضية آشمول
اقترح آشمول أن الخصوبة (عند الطيور) تعتمد على أنماط فصلية معينة، فاختلاف توفّر الغذاء بين الفصول يزداد باتجاه خطوط العرض العليا، ومن المتوقع أن تعيش الطيور لفترات أقل أثناء فصل الشتاء بسبب نقص مصادر الغذاء، وقد يكون هذا الانخفاض في عدد الموجودين من النوع مفيدًا للناجين؛ بسبب توفيره للمزيد من الغذاء عند حلول موسم التكاثر التالي، مما يؤدي إلى زيادة الطاقة التي يمكن استثمارها في الكفاءة كنتيجة لارتفاع الخصوبة، ولذلك تعتبر فرضية آشمول أن توفّر الموارد هو عامل خصوبة.

### الاختلافات في افتراس الأعشاش
تميل المناطق التي يحدث فيها افتراس أعشاش شديد لتكون كثيرة الأولاد (أو كثيرة عدد الحيوانات التي تولَد من حَمل واحد) خاصّة في المناطق الاستوائية؛ لأنها أكثر وضوحًا للحيوانات المفترسة (فالرعاية الأبوية متكررة، والضوضاء الناتجة عن النسل ستنبّه المُفترس)، وقد تؤدي هذه الزيادة في الافتراس إلى اصطفاء أعشاش متعددة صغيرة الحجم، وتحتاج صغارها إلى وقت أقصر حتى تصبح بالغة.
انتُقدت النظرية لأنها افترضت بطريقة غير مباشرة أن مفترسي الأعشاش يتوجّهون بصريًا، فعلى أي حال قد يكون التوجه كيميائيًا أيضًا، مع وجود حاسة شمّ قوية.

### فرضية طول فصل التكاثر
يعيش سكان خطوط العرض العليا طقوسًا أكثر موسمية، وأقل دفئًا، وكنتيجة لذلك ستملك المجموعات السكانية عدّة فصول يمكن أن تحدث فيها عملية التكاثر.
تعتمد شدّة الاصطفاء الخصوبي على طول موسم التكاثر. ومن العوامل التي قد تؤخّر فصل التكاثر، أو بدايته هي الغطاء الثلجي، وتأخر نمو الغذاء، والذي بدوره يقلل من فرص التكاثر عند سكان هذه المنطقة.
ويصبح عدد الأولاد أقل مع زيادة طول مواسم التكاثر باتجاه المناطق الاستوائية؛ بسبب زيادة قدرة الإناث على الموازنة بين الطاقة التي تدّخرها للتكاثر، وخطر الافتراس. يعمل الاصطفاء الخصوبي على تفضيل التكاثر المبكر، وعدد الولدان الأكبر في الأنواع التي تتكاثر بشكل متكرر، ويمكن مُشاهدة الحالة المعاكسة عند المجموعات التي تتكاثر بشكل أقل تواترًا إذ يُفضّل عندهم التكاثر المتأخر.

### فرضية إستراتيجية التحوّط
يعتمد إجمالي الخصوبة خلال السنة على طول موسم التكاثر، والذي يحدّد أيضًا عدد مرّات التكاثر، وتعتمد الخصوبة الكاملة أيضًا على افتراس الأعشاش لأنه يعبّر عن تفاضلية البقاء بين مجموعات مختلفة من السكان.
عندما يكون الطعام محدودًا، وموسم التكاثر طويلًا، وعمليات افتراس الأعشاش منتشرة سيميل الاصطفاء إلى تفضيل إستراتيجية التحوّط، فعندما يزداد خطر افتراس الولدان الصغيرة، سيكون نجاح بقاء النسل مُعتمدًا على كبر حجمه.
تقترح الاستراتيجية بأن الولدان الأقل لكن الأكبر في خطوط العرض العليا هم نتيجة لموسمية الغذاء، والافتراس، وطول فصل التكاثر.

## في الطبيعة
تستند النتائج المذكورة إلى دراسات بحثية فردية:

### الطيور في نصفَي الكرة الأرضية الشمالي والجنوبي
افتُرض أن الآباء الذين لديهم عدد أبناء أقل، واحتمال أكبر لبقاء البالغين على قيد الحياة يجب أن يؤمّنوا لأنفسهم جوًّا فيه خطر أقل على حياتهم، حتى لو كان ذلك ضارًا على صغارهم، أو أدى إلى انخفاض كفاءة النسل، مما سيدفعهم لتطوير إستراتيجية لإنتاج المزيد من الأبناء في المستقبل، ووجد علاقة عكسية بين حجم الولدان، وبقاء البالغين لفترات أطول على قيد الحياة.
يميل الآباء في نصف الكرة الجنوبي إلى تقليل خطر الوفيات على أنفسهم حتى لو كان ذلك على حساب أولادهم، في حين يعرّض الآباء في النصف الشمالي أنفسهم لمخاطر أكبر من أجل تقليل الخطر الواقع على أبنائهم.

### سحالي ليولايموس
تمتد أنواع سحالي ليولايموس على امتداد صحراء أتاكاما حتى غابات المطر الأسترالية، وباتاغونيا، وعبر مجموعة واسعة من الارتفاعات، وبسبب انتشارها الواسع تنوعت الاستراتيجيات عبر تاريخ حياة هذا الجنس، إذ وُجد أن زيادة الخصوبة لا تؤدي إلى مثنوية شكل حجمية متحيزة للإناث، ولم تتأثر أيضًا بزيادة خطوط العرض.

### ذبابة الفاكهة سوداء البطن
يوجد عند سلالات من ذبابة الفاكهة سوداء البطن أدلّة على الاصطفاء بهدف زيادة الخصوبة، إذ تملك الأنثى قفصًا صدريًا أكبر، وبطنًا أعرض من الذكور، وبشكل عام ازدادت مثنوية الشكل الحجمية بين الجنسين مع الاصطفاء الذي هدف إلى زيادة الخصوبة، وتدعم هذه النتائج الفرضية القائلة بأنه قد تتطور مثنوية الشكل الحجمية بين الجنسين بسرعة كاستجابة لاصطفاء الخصوبة.

### أنواع الفراشة حرشفية الأجنحة، والعث
بدأت مثنوية الشكل الحجمية بين الجنسين المتحيزة للإناث في العديد من أنواع حرشفيات الأجنحة خلال فترة تطورها، وبما أن إناث هذا النوع (كما هو الحال بالنسبة للأنواع الأخرى) تحتفظ بمواردها لأجل عملية التكاثر، ستعتمد الخصوبة بشكل أكبر على حجم الإناث الأكبر، وبذلك تعزز الإناث الأكبر حجمًا خصوبتها، وبقاءها من خلال امتلاك شركاء متعددين.

## أنواع أخرى من الانتقاء
يُعرّف الانتقاء الطبيعي بأنه تفاوت البقاء، و/أو التكاثر، أو الأحياء بحسب وظيفة صفاتها الجسدية، في حين تُعرّف الكفاءة بأنها القدرة على التكيف مع البيئة، وإنتاج عدد أولاد أكثر (الخصوبة)، وتكون السمات التي تساهم في البقاء، أو تكاثر النسل ذات فرصة أكبر للتعبير عنها عند السكان.
يعمل الاصطفاء الجنسي على تحسين الأنماط الظاهرية الجنسية الثانوية (غير التناسلية)، كالاختلافات بالشكل بين الذكور والإناث (مثنوية الشكل الجنسية)، أو حتى الاختلافات بين الأنواع من نفس الجنس، لاحظ تريفيرس عام 1947 في تحسينه لنظرية داروين ما يلي:
1. الإناث هي الجنس المُحدِّد، وهي الجنس الذي يستثمر في الأبناء أكثر من الذكور.
2. بما أن هناك ميلًا ليكون عدد الذكور أكبر من عدد الإناث، سيميل الذكور إلى تطوير صفات معينة لجذب الجنس الآخر (خيار الشريك)، وللتنافس مع الذكور الآخرين أيضًا.